# Горпинич Володимир Олександрович
Горпинич Володимир Олександрович (26 листопада 1927, с. Варварівка — 29 серпня 2024) — український мовознавець, доктор філологічних наук з 1974, професор з 1976, Заслужений діяч науки і техніки України (1995). Академік АН ВШ України з 1995 р.

## Біографія
Закінчив 1958 Дніпропетровський університет.
З 1946 учителював, з 1962 — викладач, завідувач кафедри російської мови Миколаївського (1967–1974), Запорізького (1974—1979) та Полтавського (1979-1981) педагогічного інститутів; у 1975–1978 — ректор Запорізького педагогічного інституту, з 1982 — завідувач кафедри Кіровоградського педагогічного інституту; з 1996 — професор Дніпропетровського університету.

## Наукова діяльність
Досліджував проблеми словотвору, топонімії, відтопонімних іменників та прикметників слов'янських мов, антропонімії.
Автор монографій:
- «Теоретичні питання відтопонімного словотвору східнослов'янських мов» (1973),
- «Відтопонімні прикметники в українській мові» (1976),
- «Назви жителів в українській мові» (1979),
- «Слов'янська ад'єктонімія і катойконімія» (2003);

Автор навчальних посібників «Сучасна українська літературна мова. Морфеміка. Словотвір. Морфонологія» (1999), «Географічні назви в українській мові» (1999, у співавт.), «Українська морфологія» (2002); підручників для пед. училищ: «Російська мова» (ч. 1-2, 1981-86), «Українська мова» (ч. 1—2, 1976-77, у співавт.); методичних посібників: «Будова слова і словотвір» (1976) та ін.; словників: «Русско-украинский орфоэпический словарь» (1992), «Словник від-топонімних прикметників і назв жителів України», «Прізвища степової України» (обидва — 2000), «Словник географічних назв України» (2001), «Прізвища Дніпровського Припоріжжя» (2003, у співавт.).